# 平菅波
平菅波（たいら すぎなみ）は、福島県いわき市の大字である。郵便番号は970-0105。

## 地理
いわき市中央部の平地区に属し、地区内東部に位置する。北で平山崎、平荒田目、東で平上大越、平下大越、南で平下高久、平上高久、西で平南白土とそれぞれ隣接する。概ね町村制施行以前の磐前郡菅波村の流れを汲む地域であり、二級水系夏井川右岸支流の荒田目川中上流部流域を範囲とする。内郷御厩町に所在するいわき中央警察署及び平字正内町に所在する平消防署がそれぞれ管轄にあたる。

### 主な字
字
- 湯崎
- 西ノ内
- 菅波入
- 太鼓田
- 井作

- 数町
- 南作
- 太郎作
- 永井
- 東作

- 行人下
- 稲荷前
- 腰巻
- 宮前
- 礼堂

- 新屋敷
- 柿作
- 砂畑

## 河川
- 荒田目川
- 愛谷江筋

## 歴史
- 1879年1月27日 - 平藩領菅波村が福島県内における郡区町村制の施行により磐前郡の村となる[4]。
- 1889年4月1日 - 町村制の施行により菅波村が山崎村、荒田目村、上大越村、下大越村、藤間村と合併し、磐前郡夏井村が発足する。旧菅波村域は夏井村の大字となる[4]。
- 1896年4月1日 - 磐前郡と周辺郡との合併により石城郡が発足し、石城郡夏井村となる[4]。
- 1954年10月1日 - 夏井村が平市と合併し、平市の大字となる[4]。
- 1966年10月1日 - 平市が磐城市・常磐市・内郷市・勿来市、石城郡小川町・遠野町・四倉町・川前村・田人村・好間村・三和村、双葉郡久之浜町・大久村と合併しいわき市となり、いわき市平地区の大字となる[4]。

## 世帯数と人口
2023年10月31日現在の世帯数と人口は以下の通りである。
| 大字   | 世帯数 | 人口  |
| ------ | ------ | ----- |
| 平菅波 | 84世帯 | 252人 |

## 小・中学校の学区
市立小・中学校に通う場合、学区は以下の通りとなる。
| 番地 | 小学校               | 中学校               |
| ---- | -------------------- | -------------------- |
| 全域 | いわき市立夏井小学校 | いわき市立藤間中学校 |

## 交通

### 道路
- 国道6号常磐バイパス
  - 菅波大橋

## 施設
- いわき清苑（市営葬祭場）
- 菅波ゴルフセンター
- 真言宗東福院
- 大楽寺
- 大國魂神社
- 八坂神社